# Instituto Internacional de Agricultura
O Instituto Internacional de Agricultura foi uma instituição fundada em maio de 1908 pelo então rei da Itália com o intento de criar uma base para coleção de dados estatísticos relativos à produção agrícola internacional. Após a 2ª Guerra Mundial, a administração passou para as mãos da Organização para Agricultura e Alimentação (FAO) das Nações Unidas.